# ديرك ويست
ديرك ويست (بالإنجليزية: Dirk West)‏ هو صحفي وسياسي أمريكي، ولد في 1930 في ليتلفيلد في الولايات المتحدة، وتوفي في 26 يوليو 1996 في أوستن في الولايات المتحدة. حزبياً، نشط في الحزب الديمقراطي.